# 흑산국민학교 중도분교
흑산국민학교 중도분교는 대한민국 전라남도 신안군에 있었던 공립 초등학교이다.

## 학교 연혁
- 1957년 9월 24일 태도국민학교 중도분교 설립 인가
- 1958년 4월 1일 중도분교장 개교
- 1967년 4월 1일 도서벽지학교 '갑'급 지정
- 1975년 8월 1일 도서벽지학교 '갑'급 재지정
- 1979년 2월 1일 도서벽지학교 '특'급 조정
- 1982년 3월 1일 도서벽지학교 '갑'급 조정
- 1983년 3월 1일 흑산국민학교 중도분교장 개편
- 1986년 1월 1일 도서벽지학교 '가'급 조정
- 1992년 8월 31일 폐교 및 흑산국민학교 통폐합